# Deutschorden-Gymnasium Bad Mergentheim
Das Deutschorden-Gymnasium Bad Mergentheim (kurz DOG Bad Mergentheim) ist ein Gymnasium in Bad Mergentheim im Main-Tauber-Kreis in Baden-Württemberg.

## Geschichte
Die Schule orientierte sich in ihrem Namen am Deutschen Orden, da von 1525 bis 1809 die Residenz des Hoch- und Deutschmeisters des Deutschen Ordens in Mergentheim, heute Bad Mergentheim, lag.
Der Förderverein wurde 1963 gegründet.

## Schulleitung
| Amtszeit  | Schulleiter                      |
| --------- | -------------------------------- |
| 2004–2017 | Sabine Rühtz                     |
| 2017–2018 | Christian Schlegl, kommissarisch |
| Seit 2018 | Christian Schlegl                |

## Besonderheiten
Die Schule bietet das Abitur nach acht Schuljahren an (G8).
Ab der fünften Jahrgangsstufe ist als erste Fremdsprache Englisch obligatorisch.
Die Schule zeichnet sich durch ihre Schwerpunkte in Musik und den Naturwissenschaften aus. Musikalische Veranstaltungen und Theateraufführungen prägen das kulturelle Schulleben.

## Auszeichnungen
- „MINTfreundliche Schule“ (2011, 2014)[3]

## Ehemalige

### Bekannte Schüler
- Renate Heinisch (* 1937), Apothekerin und Politikerin (CDU)
- Christoph Habermann (* 1953), Politiker (SPD)
- Klaus Mezger (* 1958), Geologe
- Burkhard Bamberger (* 1964), Manager
- Hagen Wäsche (* 1975), Sportwissenschaftler
- Marcel Baunach (* 1977), IT-Wissenschaftler
- Patricia Alberth (* 1977), Kulturmanagerin
- Katrin Rönicke (* 1982), Journalistin, Bloggerin und Podcasterin
- Tim Nowak (* 1995), Leichtathlet (Zehnkampf)
- Marcel Brunner (* 1992), Opernsänger

### Bekannte Lehrer
- Willi Habermann (1922–2001), schwäbischer Mundartdichter